# Véronique Malbec
Pour les articles homonymes, voir Berardi et Malbec (homonymie).
Véronique Malbec, née Véronique Marie-Thérèze Malbec le 1er octobre 1958 à Mont-de-Marsan, est une magistrate française. 
Après avoir été à la tête de l'École nationale de la magistrature, de la direction des Services judiciaires puis des parquets généraux de Rennes et de Versailles, elle est la première femme nommée à la tête du secrétariat général du ministère de la Justice en 2018. En juillet 2020, elle est nommée directrice de cabinet d'Éric Dupond-Moretti, garde des Sceaux dans le gouvernement Castex. Elle est depuis le 14 mars 2022 membre du Conseil constitutionnel, sur proposition du président de l'Assemblée nationale, Richard Ferrand.

## Biographie

### Famille et formation
Véronique Marie-Thérèse Malbec naît le 1er octobre 1958 à Mont-de-Marsan du mariage de Pierre Malbec, ingénieur à la SNCF et de Thérèse Guyot,.
Après avoir étudié au lycée Bertran-de-Born de Périgueux, elle entre à l'université de Bordeaux où elle obtient une maîtrise en droit privé, à la suite de quoi elle réussit le concours d'entrée à l'École nationale de la magistrature. Elle est nommée auditrice de justice en 1980.

### Carrière
Véronique Malbec commence sa carrière au tribunal de grande instance de Tours, où elle exerce comme juge d'instruction de 1982 à 1985. Elle est ensuite successivement substitut du procureur de la République puis premier substitut près le tribunal de grande instance de Périgueux, substitut générale près la cour d'appel de Limoges en 1996 puis près la cour d'appel de Poitiers en 1998. Nommée inspectrice des services judiciaires en 2000, elle devient substitute générale près la cour d’appel de Paris en 2002 avant de rejoindre la Chancellerie comme sous-directrice de l’organisation judiciaire et de la programmation à la direction des Services judiciaires en 2004.
En 2006, elle devient directrice adjointe et directrice de la formation continue et du département international de l'École nationale de la magistrature, dont elle assure la direction par intérim entre le départ de Michel Dobkine et la nomination de Jean-François Thony en septembre 2007. Elle revient à Paris en 2008 comme inspectrice générale adjointe des services judiciaires. 

#### Directrice des Services judiciaires
En janvier 2010, sous la présidence de Nicolas Sarkozy, Michèle Alliot-Marie nomme Véronique Malbec directrice des Services judiciaires en remplacement de Dominique Lottin. Chargée de la gestion de la carrière des magistrats et des moyens des juridictions, elle est confrontée à une grève nationale de dix jours au début de l'année 2011 à la suite d'une déclaration présidentielle menaçant de sanctions les magistrats qui auraient failli dans l'affaire de Pornic.
La même année, elle gère la procédure disciplinaire à l'encontre du vice-procureur de Bobigny, Jean-Dominique Le Milon, qui avait assimilé lors d'un procès les méthodes de policiers prévenus — qui avaient accusé à tort un automobiliste d'avoir renversé l'un d'eux — à celles de la Gestapo, et que le Conseil supérieur de la magistrature avait à deux reprises refusé de sanctionner,. En 2012, elle déclare que la Chancellerie ne demandera pas de sanction à l'encontre du juge Renaud Van Ruymbeke lors de l'audience disciplinaire organisée pour son action en marge de l'affaire Clearstream 2.

#### Procureure générale

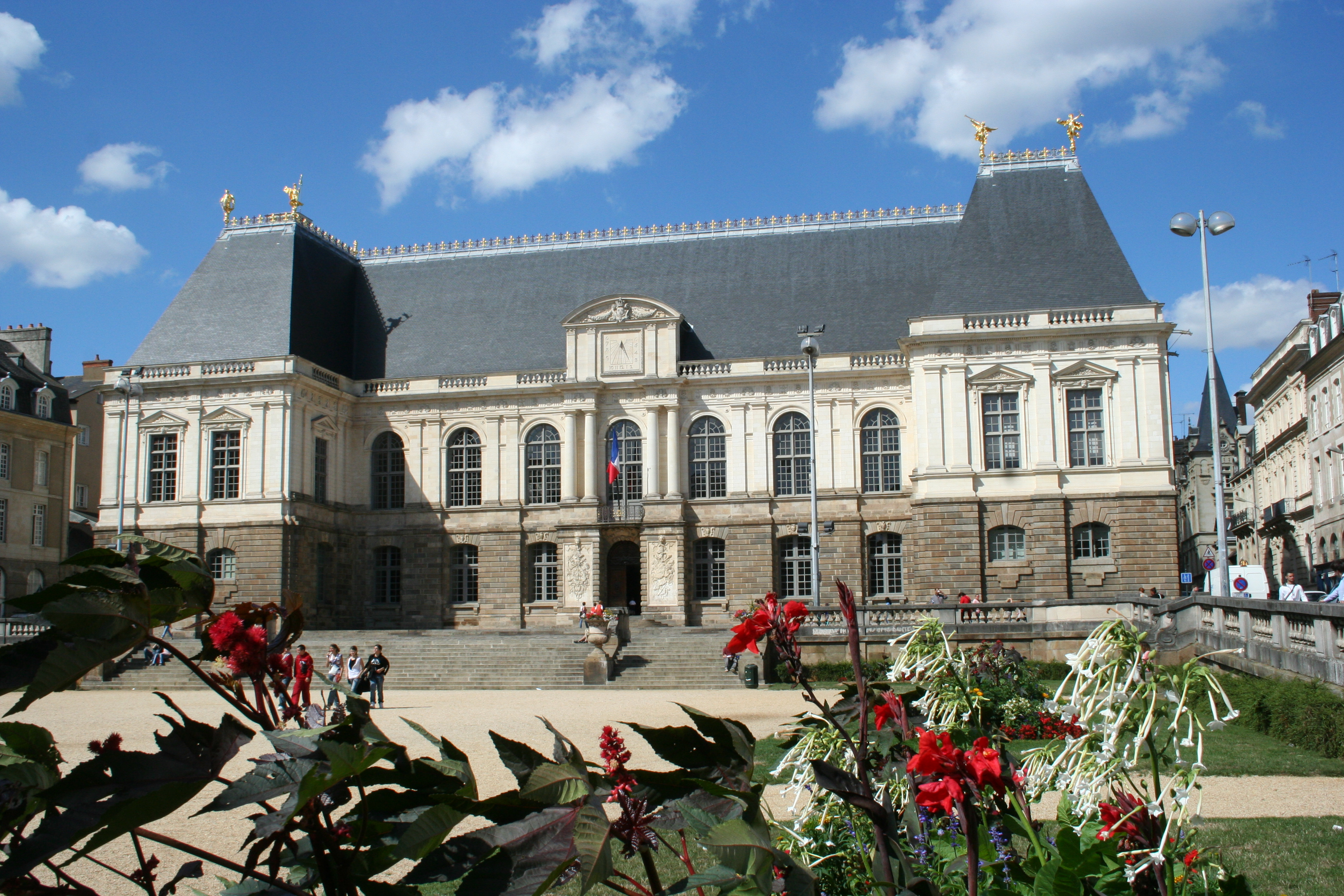
Le palais du Parlement de Bretagne, siège de la cour d'appel de Rennes.

Après trois ans passés à la tête de cette administration centrale, Véronique Malbec succède à Léonard Bernard de la Gatinais comme procureure générale près la cour d'appel de Rennes en 2013,. En poste dans la cinquième cour d'appel de France, elle dénonce, lors d'une visite du ministre Jean-Jacques Urvoas en 2016, le manque de moyens de sa juridiction et estime que celle-ci est la moins bien dotée en nombre de magistrats : « notre ministère est sinistré, les enveloppes budgétaires ne permettent pas de couvrir les besoins ». Alors que les postes de magistrats non pourvus dans les parquets bretons atteignaient 13,5 % de leurs effectifs en 2016, elle demande — une première pour une procureure générale — aux procureurs de son ressort de renoncer à certaines de leurs missions pour « se concentrer sur l'essentiel », notamment en « suspendant leur participation aux instances partenariales » et en « renonçant à rédiger les rapports administratifs pour lesquels les parquets sont régulièrement sollicités ». La même année, elle se réjouit du caractère provisoire de l'état d'urgence décrété après les attentats de 2015, répétant que « les magistrats restent garants des libertés individuelles ».
Après l'arrivée au pouvoir d'Emmanuel Macron, la garde des Sceaux Nicole Belloubet, séduite par ses propositions en matière de « simplification des procédures civile et pénale », propose Véronique Malbec pour succéder à Marc Robert comme procureure générale près la cour d'appel de Versailles, un poste très convoité puisqu'à la tête de la deuxième plus grande cour d'appel de France. Tandis que Jean-François Thony lui succède à Rennes, le Conseil supérieur de la magistrature valide sa nomination qui intervient le 4 décembre 2017. Lors de l'audience solennelle de son installation, elle déclare : « les justiciables sont exigeants : ils ont raison, et nous ne devons pas les décevoir ». S'adressant aux parlementaires présents, elle ajoute : « vous votez les lois, mais aussi les crédits : nous comptons sur vous ! ». Peu après son arrivée à Versailles, elle se déclare « résolument favorable » au projet de réforme constitutionnelle visant à renforcer l'indépendance du parquet, qui « seule permettra de couper le lien avec le pouvoir politique ». Elle continue de dénoncer la faiblesse des moyens humains alloués à la justice, mettant en cause Rachida Dati d'avoir limité le nombre d’admis au concours de l’École nationale de la magistrature et estimant que Christiane Taubira puis Jean-Jacques Urvoas « ont pris la mesure du problème » en permettant une multiplication par trois du nombre d'élèves magistrats en 2017.

#### Secrétaire générale du ministère de la Justice

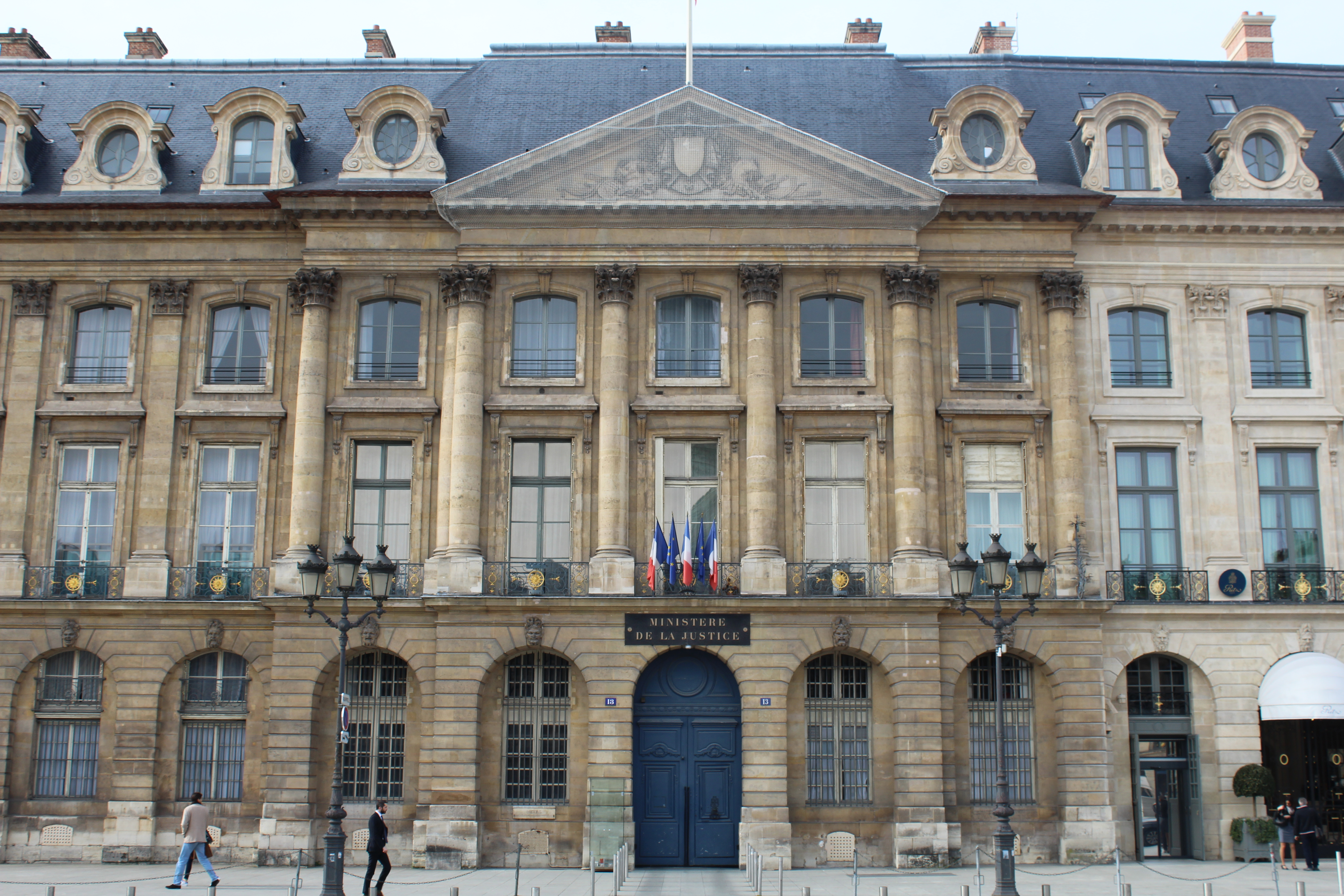
L'hôtel de Bourvallais, siège du ministère de la Justice.

Le 24 septembre 2018, Véronique Malbec est choisie par Nicole Belloubet pour succéder à Stéphane Verclytte en tant que secrétaire générale du ministère de la Justice, poste qu'elle est la première femme à occuper. En cette qualité, elle est nommée haute fonctionnaire de défense et de sécurité auprès de la garde des Sceaux et haute fonctionnaire chargée de la terminologie et de la langue française au ministère de la Justice. Elle devient également membre de l'Observatoire de la laïcité comme représentante du ministère de la Justice. 
À la tête du Secrétariat général du ministère de la Justice, elle est chargée d'assister la garde des Sceaux dans l'administration du ministère et d'assurer la coordination générale des services et la modernisation de celui-ci, notamment en proposant des évolutions dans son organisation et son fonctionnement. À ce titre, en octobre 2018, elle préside le premier Comité de coordination de l’action internationale en matière de justice, destiné à mettre en œuvre la stratégie de coopération internationale du ministère. En décembre 2018, elle intervient sur le thème « La femme, invisible ? » lors de l'assemblée générale de l'association Femmes de Justice. En février 2019, elle est indirectement visée par une plainte pour faux et usage de faux déposée par le député LREM Thierry Solère, faisant l'objet d'une instruction pour fraude fiscale et trafic d'influence, qui l'accuse d'avoir fondé la demande de levée de son immunité parlementaire sur des éléments qu'elle savait inexacts lorsqu'elle était procureure générale près la cour d'appel de Versailles,. À l'occasion de la journée internationale des droits des femmes en mars 2019, elle insiste sur sa volonté d'inscrire durablement l'égalité entre les femmes et les hommes au cœur de la politique de ressources humaines du ministère et annonce qu'elle conduit un projet d’accord sur l’égalité professionnelle afin d'appuyer la démarche menée par Isabelle Rome, haute fonctionnaire à l'égalité femmes-hommes. En décembre 2019, elle signe une convention avec le Délégué interministériel à la sécurité routière, Emmanuel Barbe, afin d'engager le ministère dans une politique de lutte contre l'insécurité routière vis-à-vis de ses agents. Chargée de coordonner la transformation numérique du ministère dans le cadre de la réforme globale de la justice, elle déclare que 530 millions d’euros ont été alloués au projet et que 260 emplois ont été créés pour adapter les infrastructures ministérielles.

#### Directrice de cabinet du ministre de la Justice
Le 16 juillet 2020, elle est nommée directrice du cabinet d'Éric Dupond-Moretti, nommé garde des Sceaux dans le gouvernement Castex, succédant à Mathieu Herondart,,. 
D'après La Lettre A, Véronique Malbec « joue un rôle central dans la reconfiguration à tous les étages de la Chancellerie » et « a la main sur les nominations stratégiques dans les grandes directions et au sein de l'équipe » du nouveau ministre. Alors que la magistrate Charlotte Bilger est remerciée seulement trois jours après sa nomination comme conseillère spéciale d'Éric Dupond-Moretti, Le Monde explique que son départ a été poussé par la nouvelle directrice de cabinet, « guère enthousiaste à l’idée d’accueillir une conseillère spéciale qui, comme c’est l’usage, ne rendrait compte qu’au ministre », et relève que celui-ci « n’a pu que se résoudre à suivre la volonté de Mme Malbec et se retrouve aujourd’hui avec un cabinet dont il n’a choisi aucun membre ou presque ».

### Membre du Conseil constitutionnel
En février 2022, Richard Ferrand, président de l’Assemblée nationale, propose de nommer Véronique Malbec au Conseil constitutionnel. Selon le quotidien Le Monde, cette dernière proposition « pose question » dans la mesure où Véronique Malbec était procureure générale près la cour d’appel de Rennes, et donc supérieure hiérarchique du procureur de la République près le tribunal de grande instance de Brest lorsque celui-ci a décidé le 13 octobre 2017 le classement sans suite de l’enquête préliminaire concernant l’affaire des Mutuelles de Bretagne dans laquelle Richard Ferrand était mis en cause,. Richard Ferrand et plusieurs députés de la majorité réagissent à cette critique en indiquant qu’aux termes du code de procédure pénale, le procureur général n’a pas le pouvoir d’enjoindre au procureur de la République un classement sans suite, et que la décision d’octobre 2017 a été confirmée par la suite par la cour d’appel de Douai.
La commission des Lois de l’Assemblée nationale, obligatoirement saisie avant une telle nomination, peut s’y opposer à la majorité des trois cinquièmes (articles 13 et 62 de la Constitution). En l’absence d’une telle opposition, la nomination de Véronique Malbec intervient le 23 février 2022. Elle prend ses fonctions le 14 mars 2022 et succède à Claire Bazy-Malaurie, magistrate financière, en poste depuis 2010.

### Vie personnelle
En 2020, Véronique Malbec est en couple avec Frédéric Veaux, préfet et directeur général de la Police nationale. D'une précédente union, elle a trois enfants, Ugo, Marco, Lucas Berardi.

## Décorations
Le 13 juillet 2009, Véronique Malbec est nommée au grade de chevalier dans l'ordre national de la Légion d'honneur au titre de « inspectrice générale adjointe des services judiciaires du ministère ; 29 ans de services civils ». Elle est faite chevalier de l'ordre le 10 décembre 2009, puis promue le 13 juillet 2018 au grade d'officier dans l'ordre au titre de « procureure générale près la cour d'appel de Versailles ».
Le 15 novembre 2004, Véronique Malbec est nommée au grade de chevalier dans l'ordre national du Mérite au titre de « sous-directrice à la direction des services judiciaires ; 24 ans de services civils ». Elle est faite chevalier de l'ordre le 9 mai 2005, puis promue le 14 mai 2013 au grade d'officier dans l'ordre au titre de « directrice des services judiciaires ».
Véronique Malbec est titulaire de la médaille d'honneur de l'administration pénitentiaire, « échelon or ».
- Officier de la Légion d'honneur (2018)
- Officier de l'ordre national du Mérite (2013)
- Médaille d'honneur de l'administration pénitentiaire, or